# Амфінема ватоподібна
Амфінема ватоподібна (Amphinema byssoides) — вид базидієвих грибів родини ателієвих (Atheliaceae).

## Поширення
Вид досить поширений в Європі та Північній Америці. Трапляється також Центральній Америці, Азії та Австралії. В Україні трапляється на Поліссі, у Лісостепу та Карпатах.

## Опис
Плодові тіла розпростерті, м'які, неправильної форми, щільно покривають субстрат. Забарвлення спочатку біле, пізніше жовтувате або коричневе, з віком вохристе. Гіменофор гладенький або бугорчатий. Спори яйцеподібні або еліпсоїдні з однією каплею, безбарвні або жовтуваті, розміром 3-5 х 2-3 мкм. Базидії булавоподібні, 4-спорові, діаметром 20-25 х 4-5 мкм. Цистиди 75-125 х 4-6 мкм.

## Екологія
Росте у хвойних та змішаних лісах. Розвивається на мертвій деревині хвойних. Викликає білу гниль деревини. Міцелій розвивається не тільки на деревині, але іноді і на різних гнилих уламках на землі, таких як хвоя, листя, гілочки, кора. Однак плодові тіла виробляє лише на деревині.